# Nsimeyong
Nsimeyong est un quartier du sud de la ville de Yaoundé au Cameroun situé dans l’arrondissement de Yaoundé 3. Il est subdivisé en trois parties, notamment Nsimeyong I, Nsimeyong II et Nsimeyong III. Tout cet ensemble est limité à l’est par le quartier Efoulan, au nord par le quartier Mvolyé, au sud par le village Mbenda et à l’ouest par le quartier Biyem-assi. Nsimeyong.

## Histoire
C’est en 1921, que le chef supérieur Charles Atangana, qui érigeait déjà son palais résidentiel dans le quartier Efoulan, et ayant remarqué l'étroitesse de ce dernier, réfléchi à prolonger son territoire dans ses entourages. Et c’est donc en 1924, qu’ils décident avec son frère utérin Essomba Ndongo d’établir un nouveau village qui est Nsimeyong. Et ce dernier débutera avec un ensemble de juste 5 bâtiments qui s’agrandiront au fil du temps.

## Étymologie
Phonétiquement, le nom « Nsimeyong » est une dérivée du toponyme du verbe Sii qui signifie « effrayer » et du groupe nominal meyon, « peuples, tribus ». C’est avec l’accord de tous les chefs de ce territoire, que ce village prendra cette appellation avec pour signification « l‘effroi des peuples ».
Cependant, ce nom prendra sa signification littérale dans l’expression « Lieu ou l’on forme, ou l’on éduque, ou l’on instruit les peuples » car serait composé du substantif nsim, déverbatif de sim, qui signifie « éduquer, former, enseigner, civiliser, élégant, distinguer, précieux ».

## Population
La population de Nsimeyong est composée en grande partie des autochtones Ewondo. Les peuples venus de part et d'autre s’y sont installés au fil des années.

## Éducation
Selon son étymologie, le quartier Nsimeyong serait effectivement un lieu de culture, d'éducation et d'institution. 
Il accueille plusieurs établissements d’enseignement primaire, secondaire et supérieur, des centres de formation. Tous du secteur privé. 
-Institut Supérieur ISTAG 
-Collège Victor HUGO 
-Das Jungendzentrum .

## Religion

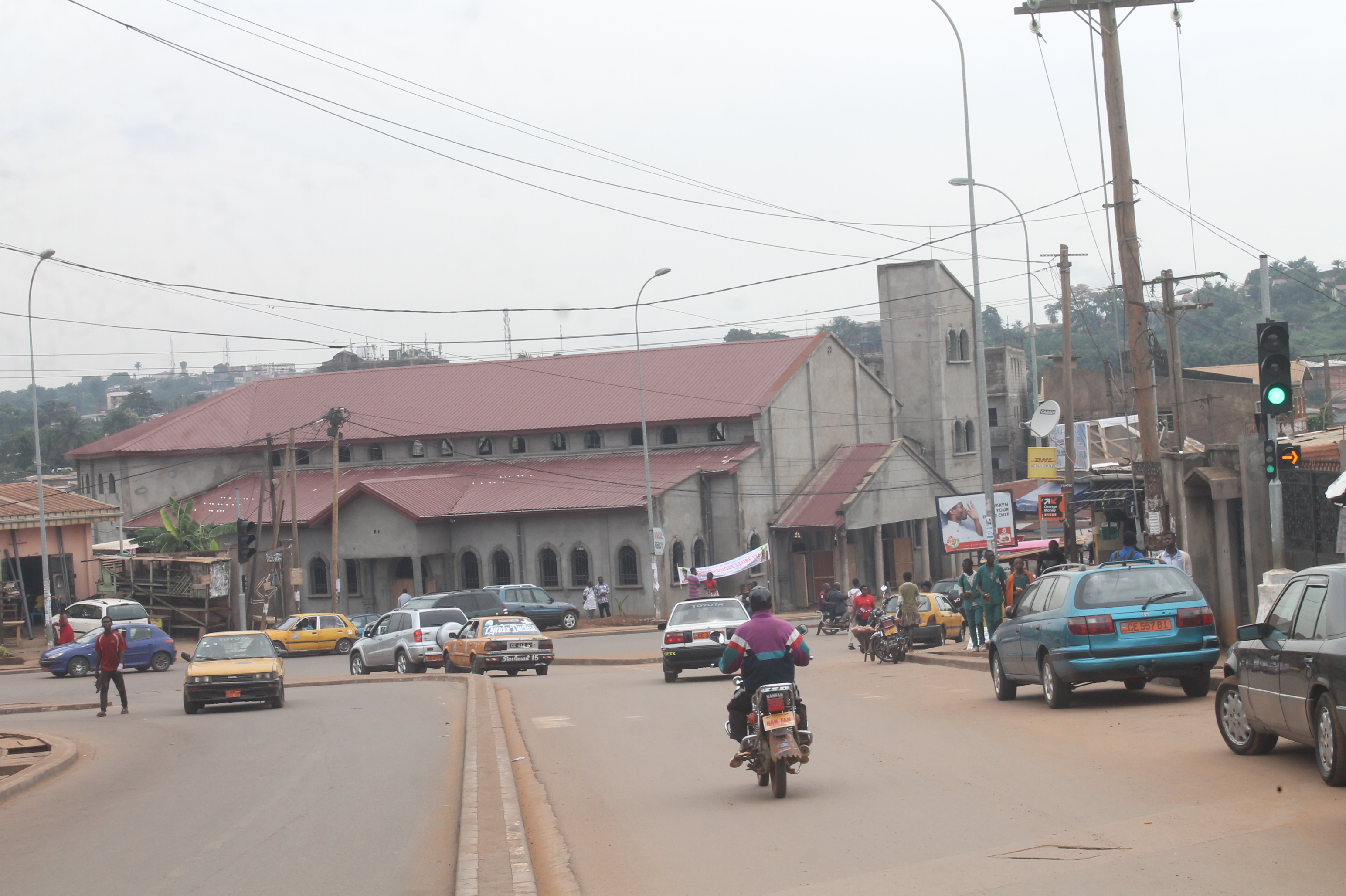
La chapelle Saint-Charles Borromée.

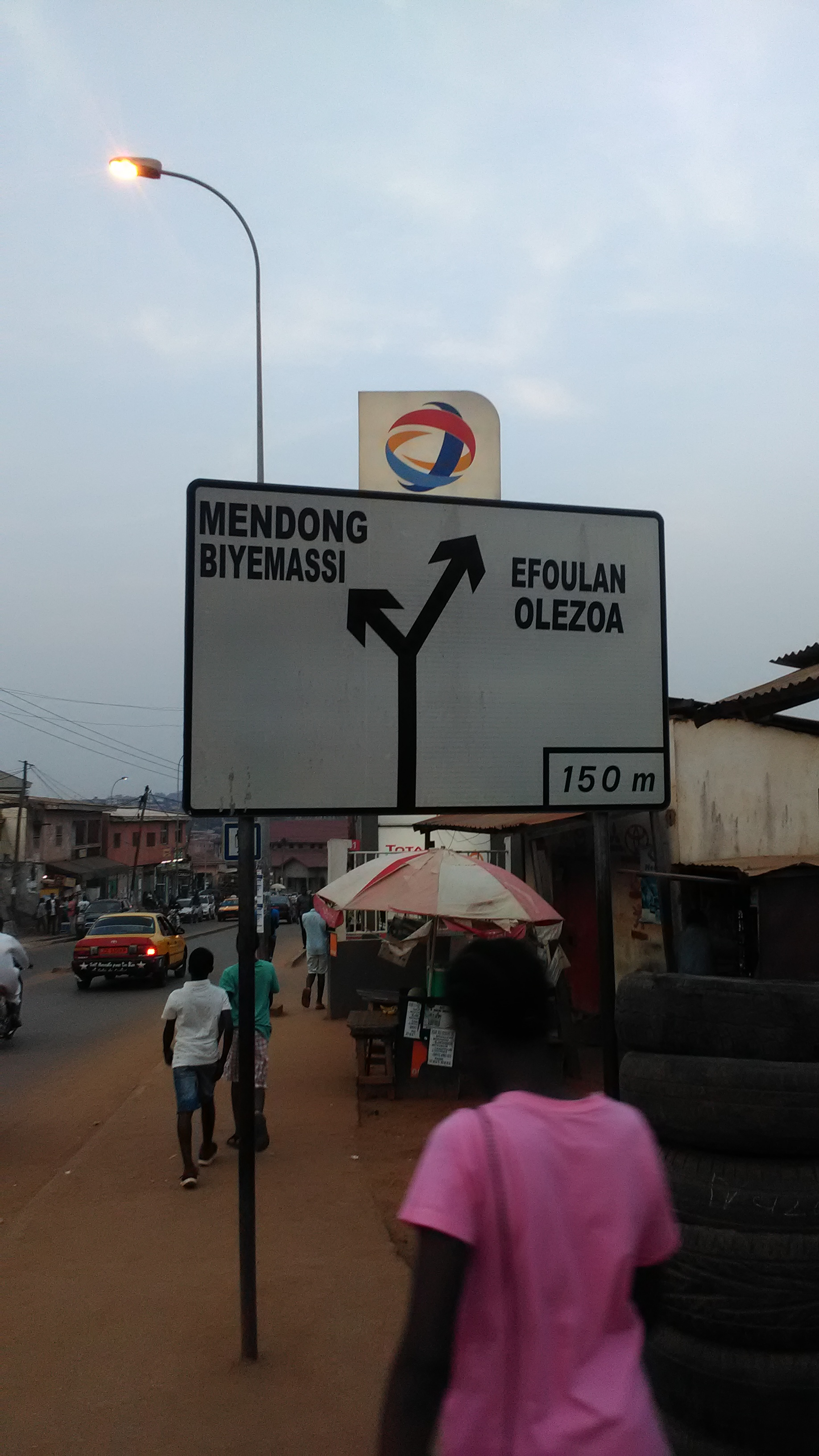
Carrefour de la chapelle.

- La chapelle Saint-Charles Borromée de Nsimeyong
- Des églises pentecôtistes

## Activités économiques
Ce quartier dispose de commerces de fortune et de quelques espaces de grillades (porc braisé et poulet) et de détente (snack-bars). On y trouve également une boulangerie.